# Liste de séismes en Inde
Voici une liste de séisme notables en Inde classée en fonction de la date, de l'heure, du lieu, de la magnitude et du nombre de morts.
Le sous-continent indien fusionne avec l'Asie  à une vitesse moyenne d'environ 49 mm / ans, ce qui explique la fréquence des séismes dans ce pays.
| Dates             | Heure                      | Lieu                                                                  | Coordonnées                  | Morts           | Magnitude | Notes                                                                        |
| ----------------- | -------------------------- | --------------------------------------------------------------------- | ---------------------------- | --------------- | --------- | ---------------------------------------------------------------------------- |
| 12 mai 2015       | 12:35 IST                  | Nord de l'Inde, Nord-Est de l'Inde                                    | 27° 47′ 38″ N, 85° 58′ 26″ E | 121+            | 7,3       | Séisme de mai 2015 au Népal (en). Épicentre à 17 km au sud de Kodari, Népal. |
| 26 avril 2015     | 12:39 IST                  | Nord de l'Inde, Nord-Est de l'Inde                                    | 27° 47′ 38″ N, 85° 58′ 26″ E | réplique        | 6,7.      | Épicentre à 17 km au sud de Kodari, Népal.                                   |
| 25 avril 2015     | 12:19 IST                  | Nord de l'Inde                                                        | 28° 11′ 35″ N, 84° 51′ 54″ E | réplique        | 6,6.      | Épicentre à 49 km à l'est du district de Lamjung, Népal.                     |
| 25 avril 2015     | 11:41 IST                  | Nord de l'Inde, Nord-Est de l'Inde                                    | 28° 08′ 49″ N, 84° 42′ 29″ E | 8 900.          | 7,8.      | Séismes de 2015 au Népal.                                                    |
| 21 mars 2014      | 18:41 IST                  | Îles Andaman-et-Nicobar                                               | 7° 36′ N, 94° 24′ E          | 0               | 6,7       |                                                                              |
| 25 avril 2012     | 08:45 IST                  | Îles Andaman-et-Nicobar                                               | 9° 54′ N, 94° 00′ E          | 0               | 6,2       |                                                                              |
| 5 mars 2012       | 13:10 IST                  | New Delhi                                                             | 28° 36′ N, 77° 24′ E         | 1               | 5,2       |                                                                              |
| 18 septembre 2011 | 18:10 IST                  | Gangtok, Sikkim see Séisme de 2011 au Sikkim                          | 27° 43′ 23″ N, 88° 03′ 50″ E | 118             | 6,9       |                                                                              |
| 10 août 2009      | 01:21 IST                  | Îles Andaman                                                          | 14° 06′ N, 92° 48′ E         | 26              | 7,7       |                                                                              |
| 8 octobre 2005    | 08:50 IST                  | Cachemire                                                             | 34° 29′ 35″ N, 73° 37′ 44″ E | 74 702          | 7,6       | Séisme de 2005 au Cachemire                                                  |
| 26 décembre 2004  | 09:28 IST                  | Au large des côtes ouest du nord de Sumatra (Inde Sri Lanka Maldives) | 3° 18′ N, 95° 52′ E          | 283 106         | 9,1       | Séisme et tsunami de 2004 dans l'océan Indien                                |
| 26 janvier 2001   | 08:50 IST                  | Gujarat                                                               | 23° 36′ N, 69° 48′ E         | 20 000          | 7,6/7,7   | Séisme de 2001 à Gujarat                                                     |
| 29 mars 1999      | 00:35 IST                  | District de Chamoli-Uttarakhand                                       | 30° 24′ 29″ N, 79° 24′ 58″ E | 103             | 6,8       | Séisme de 1999 à Chamoli (en)                                                |
| 21 août 1988      | 04:40 IST                  | Udayapur, Népal                                                       | 26° 45′ 18″ N, 86° 36′ 58″ E | ~1 000          | 6,3–6,7   | 6 553 blessés                                                                |
| 22 mai 1997       | 13:41 IST                  | Jabalpur                                                              | 23° 11′ N, 80° 01′ E         | 39              | 6,0       |                                                                              |
| 30 septembre 1993 | 09:20 IST                  | Latur, Maharashtra                                                    | 18° 05′ N, 76° 31′ E         | 9 748           | 6,2       | Séisme de 1993 de Latur                                                      |
| 20 octobre 1991   | 02:53 IST                  | Uttarkashi, Uttarakhand                                               | 30° 44′ N, 78° 27′ E         | >2 000          | 7,0       | Séisme de 1991 à Uttarkashi (en)                                             |
| 19 janvier 1975   | 13:32 IST                  | Himachal Pradesh                                                      | 32° 28′ N, 78° 26′ E         | 47              | 6,8       | Séisme de 1975 à Kinnaur (en)                                                |
| 21 juillet 1956   | 15:32 IST                  | Gujarat                                                               | 23° 18′ N, 70° 00′ E         | 115             | 6,1       | Séisme de 1956 à Anjar (en)                                                  |
| 15 août 1950      | 19:22 IST                  | Arunachal Pradesh                                                     | 28° 30′ N, 96° 42′ E         | 1 526           | 8,7       | Séisme de 1950 en Assam et au Tibet                                          |
| 26 juin 1941      | 08:50 IST                  | Îles Andaman                                                          | 12° 30′ N, 92° 34′ E         | 7 000           | 8,1       | Séisme de 1941 dans les îles Andaman                                         |
| 31 mai 1935       | 03:02 IST                  | Quetta, Baloutchistan                                                 | 28° 51′ 58″ N, 66° 22′ 59″ E | 30 000 / 60 000 | 7,7       | Séisme de 1935 au Balouchistan (en)                                          |
| 15 janvier 1934   | 14:13 IST                  | Népal                                                                 | 27° 33′ N, 87° 05′ E         | >10 000         | 8,0       | Séisme de 1934 au Népal-Bihar                                                |
| 4 avril 1905      | 01:19 IST                  | Himachal Pradesh                                                      | 32° 01′ N, 76° 02′ E         | >20 000         | 7,8       | Séisme de 1905 à Kangra                                                      |
| 12 juin 1897      | 15:30 IST                  | Shillong, Inde                                                        | 26° N, 91° E                 | 1 500           | 8,3       | Séisme de 1897 à Assam (en)                                                  |
| 31 décembre 1881  | 07:49 IST                  | Îles Andaman                                                          | 8° 31′ N, 92° 26′ E          | 0               | 7,9       | Séisme de 1881 des îles Nicobar (en)                                         |
| 16 juin 1819      | 18:45 à 18:50 heure locale | Gujarat                                                               | 23° 00′ N, 71° 00′ E         | >1 543          | 8,2       | Séisme de 1819 au Gujarat (en)                                               |